# Die nackte Kanone (2025)
Die nackte Kanone (Originaltitel The Naked Gun) ist ein US-amerikanischer Spielfilm aus dem Jahr 2025 unter der Regie von Akiva Schaffer nach einem Drehbuch von Schaffer gemeinsam mit Dan Gregor und Doug Mand. Hauptrollen übernahmen Liam Neeson als Lt. Frank Drebin Jr., Pamela Anderson als Beth und Paul Walter Hauser als Capt. Ed Hocken Jr. Die Actionkomödie ist eine Fortsetzung der Nackte-Kanone-Reihe mit Leslie Nielsen als Lt. Frank Drebin.

## Handlung
Der Sohn von Lt. Frank Drebin stolpert in der Tradition seines Vaters von einem absurden Einsatz zum nächsten und stiftet dabei jede Menge Chaos, hat aber auch unerwartete Erfolge.

## Produktion und Hintergrund
Der Film wurde von Fuzzy Door Productions produziert, als Produzent fungierten Seth MacFarlane und Erica Huggins. Die Dreharbeiten fanden ab Mai 2024 in Atlanta im US-Bundesstaat Georgia statt. Die Kamera führte Brandon Trost, die Montage verantwortete Brian Scott Olds und die Musik schrieb Joel McNeely.
Ein erster Trailer wurde Anfang April 2025 veröffentlicht. Während in den früheren Filmen der 2010 verstorbene Leslie Nielsen die Rolle des Lt. Frank Drebin übernahm, verkörperte in diesem Film Liam Neeson dessen Sohn Lt. Frank Drebin junior. Paul Walter Hauser spielte den Sohn von Capt. Ed Hocken, der in früheren Filmen vom 2016 verstorbenen George Kennedy dargestellt wurde.
Die Entwicklung der Fortsetzung begann 2009, damals war noch ein Auftritt von Leslie Nielsen geplant. Nach dem Tod von Nielsen 2010 war ursprünglich Ed Helms als Hauptdarsteller vorgesehen. Der Regisseur bzw. Produzent David Zucker der ersten drei Teile sagte 2015 eine Mitwirkung ab, weil er davon ausging, dass der Comedystil der 80er-Jahre durch das Reboot nicht mehr getroffen werden könne. In einem Interview mit der Fachzeitschrift The Hollywood Reporter erklärte David Zucker nach dem Kinostart dieses Reboots, dass er ursprünglich einen eigenen Film in Planung hatte, der als vierter Teil der Reihe gedacht war. Seinen geplanten Film wolle er unter dem neuen Titel Counterintellijence umsetzen.

## Synchronisation
Die deutschsprachige Synchronisation entstand unter dem Dialogbuch und der Dialogregie von Marius Clarén bei der RC Production.
| Rolle                | Schauspieler          | Synchronsprecher     |
| -------------------- | --------------------- | -------------------- |
| Lt. Frank Drebin Jr. | Liam Neeson           | Bernd Vollbrecht     |
| Richard Cane         | Danny Huston          | Klaus-Dieter Klebsch |
| Beth Davenport       | Pamela Anderson       | Marion von Stengel   |
| Capt. Ed Hocken Jr.  | Paul Walter Hauser    | Manuel Straube       |
| Sig Gustafson        | Kevin Durand          | Torben Liebrecht     |
| Chief Davis          | CCH Pounder           | Martina Treger       |
| Michael Bisping      | Michael Bisping       | Gerrit Hamann        |
| Bartender            | Cody Rhodes           | Bastian Sierich      |
| Detective Barnes     | Liza Koshy            | Flavia Vinzens       |
| Dan Daly             | Wilbur Fitzgerald     | Dieter Memel         |
| Jon Anik             | Jon Anik              | Leonhard Mahlich     |
| Dave Bautista        | Dave Bautista         | Tilo Schmitz         |
| Bankräuber           | Busta Rhymes          | Matti Klemm          |
| Det. Taylor          | Michael Beasley       | Samuel Zekarias      |
| Jane Spencer         | Priscilla Presley     | stumm                |
| Milliardär           | Carl Gilliard         | Axel Lutter          |
| Ringansager          | Bruce Buffer          | Erich Räuker         |
| Techniker            | Chase Steven Anderson | Marius Clarén        |

## Veröffentlichung
UK-Premiere war am 22. Juli 2025 im Cineworld Leicester Square in London. In Deutschland hatte der Film am 24. Juli 2025 in der UCI Luxe East Side Gallery in Berlin Premiere. Der deutsche Kinostart war am 31. Juli 2025.

## Rezeption
Lars-Olav Beier rezensierte im Spiegel, dass Schaffer scheinbar in erster Linie Nackte Kanone-Fans zufriedenstellen wolle, die sich nach einem neuen Film gesehnt haben. Gleichzeitig greife er ab und zu schwerere Themen wie #MeToo oder Rassismus auf und setze kleine, böse Pointen. Auch wenn der Film an das Tempo und die Dichte seiner Vorgänger nicht heranreiche, habe er sehr lustige und originelle Szenen.
Der SWR vergab zwei von fünf Elchen und meinte, dass sich der Brachial-Humor im Vergleich zu den alten Filmen nicht so sehr verändert habe, die Witze seien genauso niveaulos wie damals.
Julia Haungs schrieb für den NDR, dass Liam Neeson seine Sache nicht schlecht mache. Seine Chemie mit Pamela Anderson funktioniere, sein Timing stimme, und er verzichte auf jeden aufgesetzten Klamauk. Und doch gelinge es ihm nicht, aus dem übergroßen Schatten von Leslie Nielsen herauszutreten. Die Neuauflage sei kein Film zum Schlapplachen, eher einer zum vergnügten Schmunzeln.
Oliver Armknecht bewertete die Produktion auf film-rezensionen.de mit sieben von zehn Punkten. Es gelinge überraschend gut, den Humor der Kulttrilogie einzufangen, ohne sich nur zu wiederholen oder einseitig auf Nostalgie zu setzen. Auch wenn nicht jeder Gag sein Ziel treffe, mache das wohlig altmodische Reboot Spaß, nicht zuletzt wegen der tollen Besetzung.